# Neobisium anatolicum
Espèce
Synonymes
- Neobisium percelere Ćurčić, 1984
- Neobisium pallens Ćurčić, 1984

Neobisium anatolicum est une espèce de pseudoscorpions de la famille des Neobisiidae.

## Distribution
Cette espèce se rencontre en Turquie, en Géorgie, en Arménie, en Azerbaïdjan, en Russie en Ciscaucasie et en Iran.

## Systématique et taxinomie
Neobisium percelere et Neobisium pallens ont été placées en synonymie par Dashdamirov et Schawaller en 1992.

## Étymologie
Son nom d'espèce lui a été donné en référence au lieu de sa découverte, l'Anatolie.

## Publication originale
- Beier, 1949 : Türkiye Psevdoscorpion'lari hakkinda. Türkische Pseudoscorpione. Revue de la Faculté des Sciences de l'Université d'Istanbul, sér. B, vol. 14, p. 1-20.